# Serhij Koval'ov
Serhij Mykolajovyč Koval'ov (in ucraino Сергій Миколайович Ковальов?; 21 novembre 1971) è un allenatore di calcio ed ex calciatore ucraino, di ruolo centrocampista.

## Carriera

### Nazionale
Ha indossato la maglia della nazionale ucraina in 10 occasioni.

## Palmarès

### Giocatore

#### Competizioni nazionali
- Coppa d'Ucraina: 1

Šachtar: 1996-1997